# Global Air Traffic Control
Global Air Traffic Control est un jeu vidéo de simulation de contrôle aérien développé et édité par Aerosoft, sorti en 2014 sur Windows.

## Accueil
- Canard PC : 7/10[1]